# 羽田翔
羽田 翔（はねだ しょう、1985年 - ）は、日本の政治経済学者。日本大学法学部政治経済学科准教授。専門分野は公共選択論・国際政治経済学。

## 略歴
この節の出典
- 2015年4月 - 2017年3月
  - 日本大学経済学部 助手
- 2015年4月 - 2017年3月
  - 明海大学不動産学部 非常勤講師
- 2015年8月 - 2016年1月
  - 世界銀行短期エコノミスト
- 2016年4月 - 2017年3月
  - 明治学院大学経済学部 非常勤講師
- 2017年4月 - 2019年3月
  - 東京福祉大学社会福祉学部 助教
- 2018年4月 - 現在
  - 日本大学通信教育部 非常勤講師
- 2018年4月 - 2019年3月
  - 日本大学法学部 非常勤講師
- 2019年4月 - 2021年3月
  - 日本大学法学部 助教
- 2021年3月
  - 日本大学大学院総合社会情報研究科博士後期課程 修了。「非関税障壁と国際貿易—国際規格及び知的財産に関する実証的研究―」で日本大学博士（総合社会文化）。
- 2021年4月 - 2021年9月
  - 日本大学法学部 専任講師
- 2021年10月 -
  - 日本大学法学部 准教授

## 著書

### 単著
- 『政治と経済はどうつながっているのか』（2022年、日本経済評論社）

### 共著・共訳
- （エルハナン・ヘルプマン 著、本多光雄・井尻直彦・前野高章・羽田翔 訳）『グローバル貿易の針路をよむ』（2012年、文眞堂）
- （池本修一・田中宏 共編）『欧州新興市場国への日系企業の進出：中欧・ロシアの現場から』（2014年、文眞堂）
- （長谷川聰哲 編）『アジア太平洋地域のメガ市場統合』（2017年、中央大学出版部）
- （陸亦群・前野高章・安田知絵・羽田翔）『現代開発経済入門』（2020年、文眞堂）
- （岩崎正洋 編著）『命か経済か』（2023年、勁草書房）
- （井尻直彦・羽田翔・前野高章・陸亦群）『国際経済学入門』（2023年、文眞堂）
- （岩崎正洋 編著）『コロナ化した世界 COVID-19は政治を変えたのか』（2024年、勁草書房）